# ミハイル・チュラキ
ミハイル・イヴァノヴィチ・チュラキ(ロシア語: Михаи́л Ива́нович Чула́ки, 英語表記は Chulaki, Tchulaki,  Tschulaki など、1908年11月19日－1989年1月29日)はソ連の作曲家、音楽総合プロデューサー、音楽教育家。

## 経歴
1908年、クリミアのシンフェロポリ生まれ。父のイヴァン・イリイチはシンフェポリ管区裁判所の執達使であった。
1931年、レニングラード音楽院のウラディーミル・シチェルバチョフの作曲クラスを卒業。1937～1939年、レニングラード・フィルハーモニアの指揮者と芸術監督を務める。 ソ連文化省、ソビエト連邦作曲家同盟で責任者のメンバーに加わった。
1955～1970年、ボリショイ劇場監督。

## 家族
2度結婚をしており、最初の妻はグラフィック・版画家のエレーナ・エヴゲニエヴナ・チュラキ(1908－1988)。エレーナとの間の息子は作家のミハイル・ミハイロヴィチ・チュラキである。